# Amphoe Hang Dong

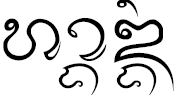
„Hang Dong“ in Lan-Na-Schrift

Amphoe Hang Dong (thailändisch อำเภอ หางดง) ist ein Landkreis (Amphoe – Verwaltungs-Distrikt) in der Provinz Chiang Mai. Die Provinz Chiang Mai liegt in der Nordregion von Thailand.

## Geographie
Der Landkreis liegt südwestlich von der Stadt Chiang Mai.
Benachbarte Distrikte (von Südwesten im Uhrzeigersinn): die Amphoe San Pa Tong, Mae Wang, Samoeng, Mae Rim, Mueang Chiang Mai und Saraphi der Provinz Chiang Mai, sowie Amphoe Mueang Lamphun der Provinz Lamphun.

## Sehenswürdigkeiten
- Wat Ton Kwen (Thai: วัดต้นเกว๋น) – Kleiner Tempel inmitten von Reisfeldern in einzigartiger Lan-Na-Bauweise, erbaut um 1858.

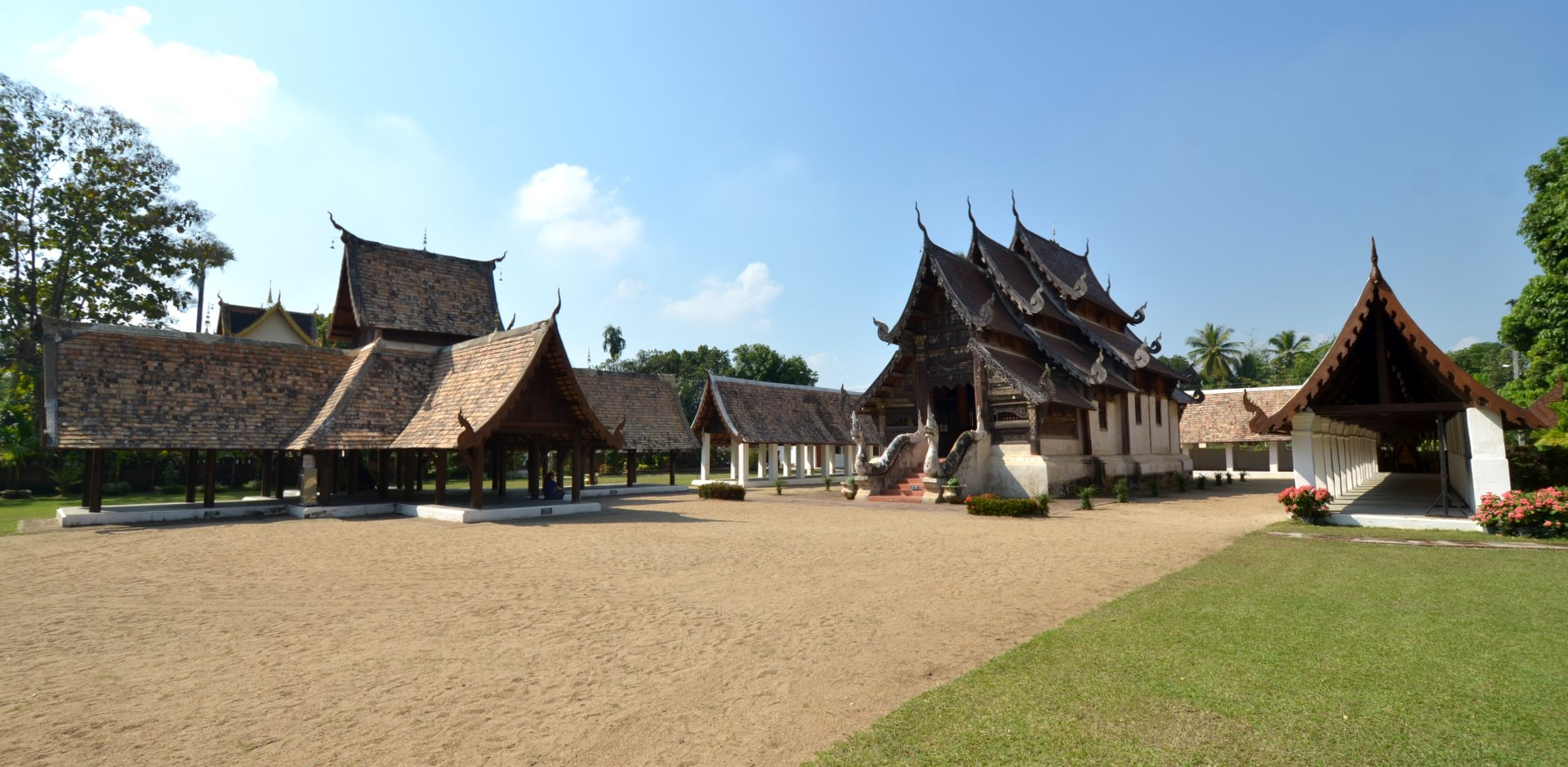
Wat Ton Kwen
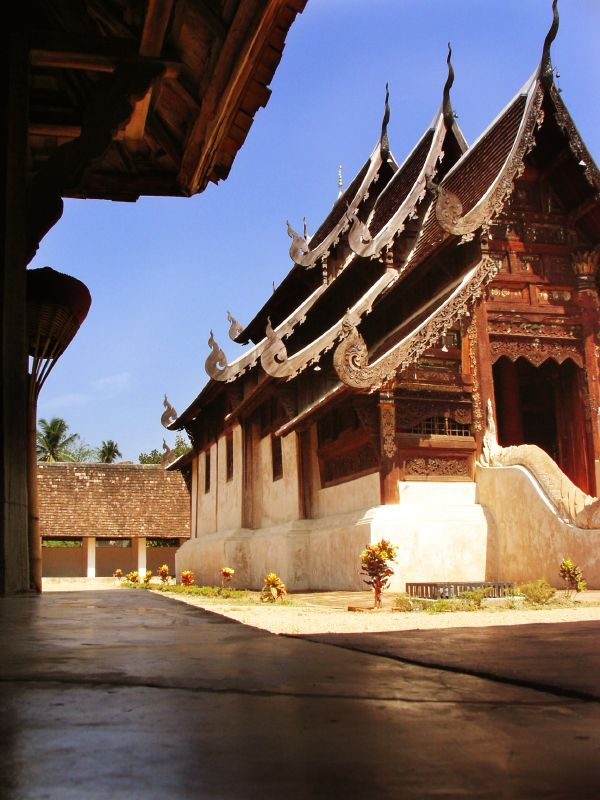
Wihan des Wat Ton Kwen
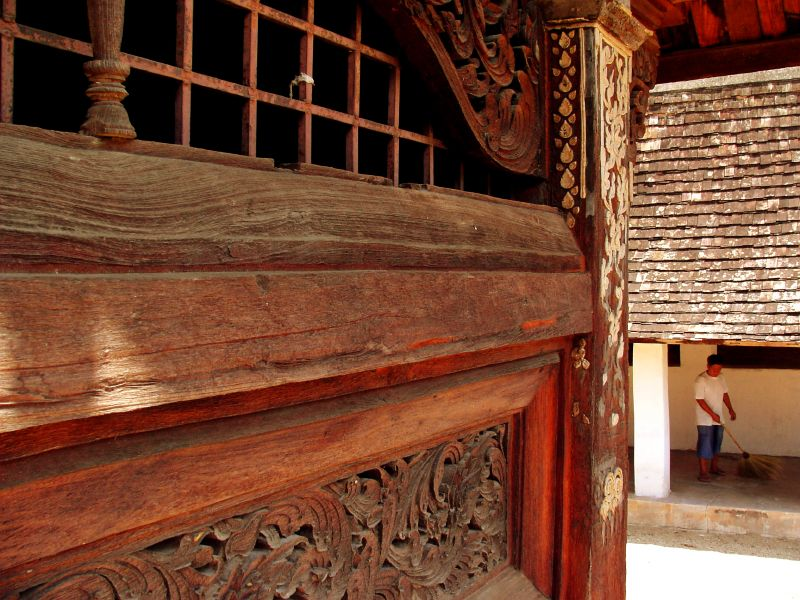
Detail vom Giebelbrett des Viharn
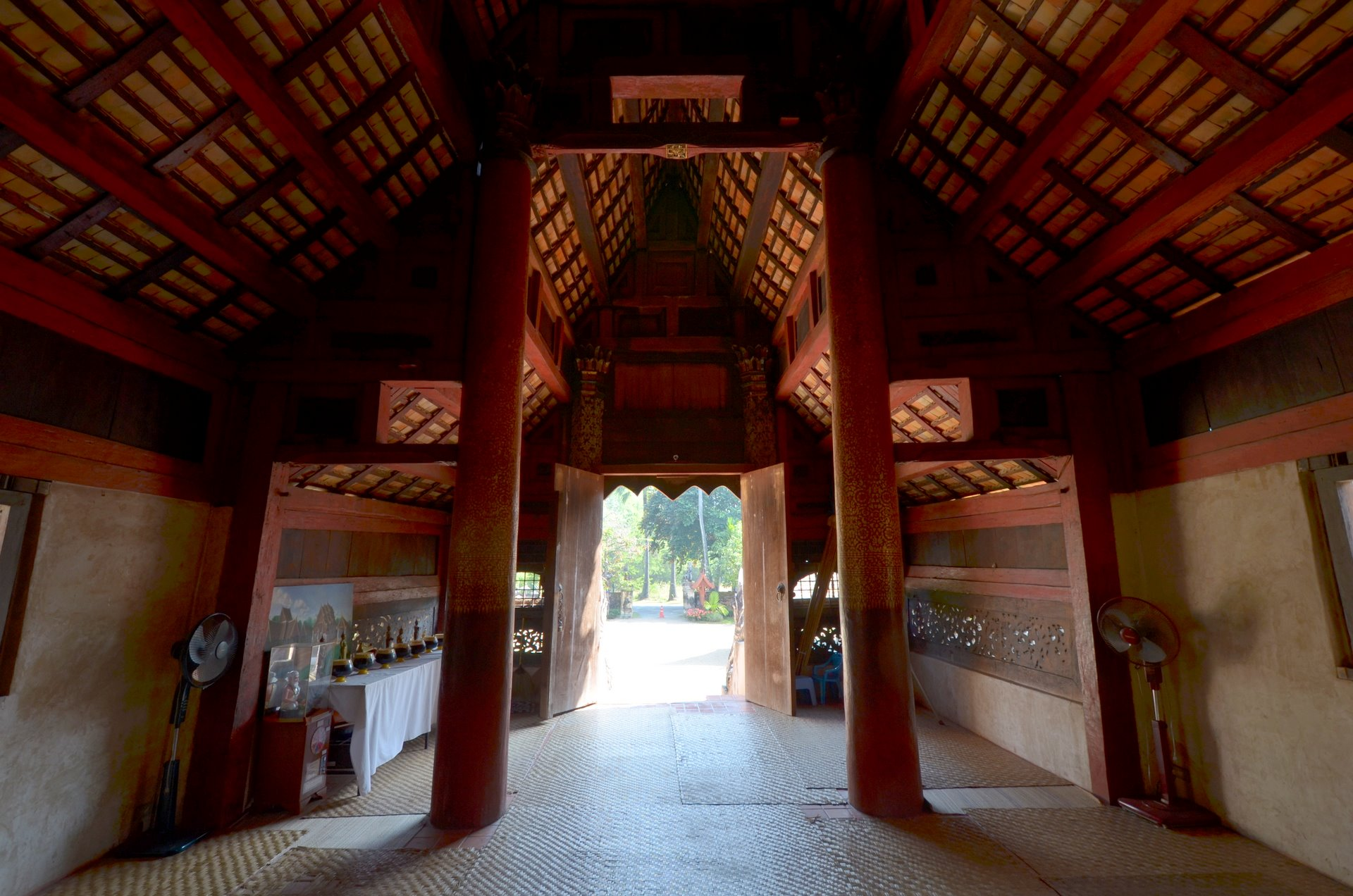
Blick aus dem Innern des Wihan

## Verwaltung

### Provinzverwaltung
Der Landkreis Hang Dong ist in elf Tambon („Unterbezirke“ oder „Gemeinden“) eingeteilt, die sich weiter in 109 Muban („Dörfer“) unterteilen.
| Nr. | Name         | Thai     | Muban | Einw.  |
| --- | ------------ | -------- | ----- | ------ |
| 01. | Hang Dong    | หางดง    | 09    | 09.483 |
| 02. | Nong Kaeo    | หนองแก๋ว  | 09    | 05.346 |
| 03. | Han Kaeo     | หารแก้ว   | 09    | 05.779 |
| 04. | Nong Tong    | หนองตอง  | 14    | 08.759 |
| 05. | Khun Khong   | ขุนคง     | 09    | 05.014 |
| 06. | Sop Mae Kha  | สบแม่ข่า   | 05    | 02.452 |
| 07. | Ban Waen     | บ้านแหวน  | 13    | 10.319 |
| 08. | San Phak Wan | สันผักหวาน | 07    | 12.525 |
| 09. | Nong Khwai   | หนองควาย | 12    | 10.218 |
| 10. | Ban Pong     | บ้านปง    | 11    | 05.165 |
| 11. | Nam Phrae    | น้ำแพร่    | 11    | 06.575 |

### Lokalverwaltung
Es gibt zehn Kommunen mit „Kleinstadt“-Status (Thesaban Tambon) im Landkreis:
- Mae Tha Chang (Thai: เทศบาลตำบลแม่ท่าช้าง) bestehend aus Teilen des Tambon Hang Dong.
- Nong Kaeo (Thai: เทศบาลตำบลหนองแก๋ว) bestehend aus dem kompletten Tambon Nong Kaeo.
- Han Kaeo (Thai: เทศบาลตำบลหารแก้ว) bestehend aus dem kompletten Tambon Han Kaeo.
- Ban Waen (Thai: เทศบาลตำบลบ้านแหวน) bestehend aus dem kompletten Tambon Ban Waen.
- San Phak Wan (Thai: เทศบาลตำบลสันผักหวาน) bestehend aus dem kompletten Tambon San Phak Wan.
- Nong Khwai (Thai: เทศบาลตำบลหนองควาย) bestehend aus dem kompletten Tambon Nong Khwai.
- Ban Pong (Thai: เทศบาลตำบลบ้านปง) bestehend aus dem kompletten Tambon Ban Pong.
- Nam Phrae Phatthana (Thai: เทศบาลตำบลน้ำแพร่พัฒนา) bestehend aus dem kompletten Tambon Nam Phrae.
- Nong Tong Phatthana (Thai: เทศบาลตำบลหนองตองพัฒนา) bestehend aus dem kompletten Tambon Nong Tong.
- Hang Dong (Thai: เทศบาลตำบลหางดง) bestehend aus Teilen des Tambon Hang Dong.

Außerdem gibt es zwei „Tambon-Verwaltungsorganisationen“ (องค์การบริหารส่วนตำบล – Tambon Administrative Organizations, TAO)
- Khun Khong (Thai: องค์การบริหารส่วนตำบลขุนคง) bestehend aus dem kompletten Tambon Khun Khong.
- Sop Mae Kha (Thai: องค์การบริหารส่วนตำบลสบแม่ข่า) bestehend aus dem kompletten Tambon Sop Mae Kha.